# 德魯·拉斯穆森
德鲁·托马斯·拉斯穆森 （英語：Drew Thomas Rasmussen，1995年7月27日—） ，是一名美国棒球运动员，目前效力于美國職業棒球大聯盟的坦帕湾光芒队，司职先發投手，他也曾在俄勒岡州立大學棒球队效力过。2020年8月19日拉斯穆森代表密尔沃基酿酒人完成了大联盟的初登板，但在第二个赛季中被交易至坦帕湾光芒。

## 高中及大学生涯
拉斯穆森的高中生涯是在华盛顿州米德的斯波坎山高中度过，他当时已经能投出91英里/小时左右的快速球，偶尔也作为外野手守备与打击。高中毕业后他接受了俄勒岡州立大學的邀请加入了他们的棒球队。拉斯穆森亦在2014年MLB选秀中被亞利桑那響尾蛇在第39轮总第1,170顺位被选中，但最后双方并未完成签约。2015年3月21日，拉斯穆森在对阵華盛頓州立大學的比赛中投出俄勒冈州立大学校史上首场完全比賽。当年拉斯穆森共投106.0局，7胜4负，防御率2.80。2016年3月24日，拉斯穆森在对阵加利福尼亞大學的比赛中投到第四局因背痛而退场，但在之后被查出尺侧附属韧带撕裂，需接受尺骨附屬韌帶重建術（即Tommy John手术）而赛季报销。大二赛季他仅投37局，4胜1负防御率3.41。次年4月28日，拉斯穆森在恢复一年以后复出，并在随后的MLB选秀中在首轮第31顺位被坦帕湾光芒队选中。在选秀后的例行体检中拉斯穆森被查出肘部韧带再次出现伤势，需要进行第二次尺骨附屬韌帶重建術而缺席整个2018大学球季，光芒队也因此放弃了对他的签约。

## 职业生涯

### 密尔沃基酿酒人
尽管拉斯穆森缺席了整个2018年球季，但在2018年MLB选秀上他仍然在第六轮被密爾瓦基釀酒人选中，签约金135,000美元。2019年4月拉斯穆森在酿酒人的1A球队威斯康星森林响尾蛇完成了小联盟及职业生涯首秀，仅投两场便被提升至高阶1A球队卡罗莱纳鲇鱼。拉斯穆森在代表鲇鱼队先发投4场以后就再一次被提升至2A球队比洛克西剥壳机，此后拉斯穆森在比洛克西投完了他的小联盟处子赛季。当季他在小联盟出赛27场，其中23场先发，投74.1局得到1胜3负，送出96次三振。
拉斯穆森在2020年球季开始前获邀参加春训，但春训和赛季开幕因冠状病毒疫情而一度中断。拉斯穆森在联盟宣布复赛后入选了球队训练营的45人名单，8月13日，酿酒人将表现不佳的先发投手埃里克·劳尔和手指受伤的賈斯汀·葛林姆下放和放入伤兵名单，将拉斯穆森和安赫尔·佩尔多莫激活。8月19日拉斯穆森在对阵明尼苏达双城的比赛中后援完成初登板，他在2局投球中没有失分，被打出2支安打同时送出3次三振。当季拉斯穆森后援出赛12场共投15.1局，防御率5.87。
2021年球季拉斯穆森继续作为酿酒人的牛棚投手出赛，在被酿酒人交易之前为酿酒人出赛15场投17局，自责分率4.24并记有一次救援成功。

### 坦帕湾光芒
2021年5月21日，酿酒人将拉斯穆森和交易给坦帕湾光芒换取和。拉斯穆森在交易后先是在光芒的3A球队达勒姆公牛投了一段时间，之后加入了光芒的牛棚继续作为后援投手出赛。由于球队王牌泰勒·格拉斯諾赛季报销，拉斯穆森在球季后半段被提上先发并成功进入球队先发轮值。拉斯穆森当季在常规赛为光芒出赛20场共投59局，防御率2.48；他在10场先发投球的比赛中投出了1.48的防御率。
2022年球季拉斯穆森留在先发轮值，继续作为先发投手为光芒出赛。8月14日，他在对阵巴尔的摩金莺的比赛中的前八局保持完全比賽直至第九局被首位打者豪尔赫·马特奥击出二垒安打为止。他也成为光芒队史首位单场比赛中投出8局完全比赛的投手。
通过包括这场8局完全比赛在内的优异表现，拉斯穆森获得了美国联盟单月表现最佳投手奖项，他在当月先发出场6次3胜1负，防御率1.57，投出33次三振并只有4次保送。
2025年1月7日，光芒隊與他續約，合約為2年850萬美元加激勵獎金，另外附有2027年800萬美元的球隊選擇權。

## 个人生活
拉斯穆森与他的妻子史蒂薇在2020年结婚，他们在2022年9月6日迎来了第一个儿子雷特的降生。